# MT940
 (mai 2017).
Si vous disposez d'ouvrages ou d'articles de référence ou si vous connaissez des sites web de qualité traitant du thème abordé ici, merci de compléter l'article en donnant les références utiles à sa vérifiabilité et en les liant à la section « Notes et références ».
La norme internationale MT940 est basée sur le standard défini par l'organisation SWIFT. Cette norme porte sur la transmission électronique du contenu détaillé du relevé de compte bancaire. Elle est souvent complétée par des avis détaillés des opérations, dits avis Intradays, qui sont reçus au fil de l'eau et sont décrits dans la norme MT942
De nombreux programmes bancaires ou progiciels d'entreprise (progiciels de gestion intégrés, FRP...) s'appuient sur cette norme, notamment à des fins de rapprochement comptable ou de gestion de trésorerie.
Cette norme internationale permet une certaine interopérabilité entre des informations bancaires qui seraient sinon structurées suivant des normes nationales incompatibles.
Il est cependant à regretter[style à revoir] que la codification utilisée dans cette norme reste très générale, et est souvent précisée par des codifications spécifiques à chaque banque, qui forment autant de sous-dialectes locaux.[réf. nécessaire]